# Leukoksen
Leukoksen (z greckiego leukoxenos = obcy) – to mieszanina minerałów o zbitej skrytokrystalicznej postaci będącej produktem przemian tytanitu. Jest zasobny w rutyl, anataz i brookit. Produkt długotrwałego wietrzenia minerałów zawierających tytanit, takich jak ilmenit, perowskit, tytanit, rutyl. Proces wietrzenia ilmenitu powoduje usunięcie ze składu żelaza i podwyższenie zawartości TiO2, co prowadzi do powstania leukoksenu.
Obecnie terminem tym nie określa się indywidualnego minerału (z uwagi na brak określonej struktury krystalicznej) lecz minerały/mieszaniny zawierające od 60 do 93% TiO2. 
Leukoksen zalicza się do grupy minerałów ciężkich oraz rudnych.

## Właściwości
Barwa żółtobrązowa, złotożółta. Większość ziaren jest nieprzeźroczysta, ale zdarzają się przeźroczyste lub półprzeźroczyste.

## Występowanie
Współwystępuje  z ilmenitem i innymi minerałami zawierającymi tytan w swoim składzie. Często można go znaleźć w skałach osadowych, takich jak np. aluwia.

## Zastosowanie
Jest wydobywany wraz z ilmenitem jako minerał poboczny. Uzyskuje się z niego tytan.